# Kalevi Hämäläinen
Kalevi Nikolai Hämäläinen (Juva, 13 dicembre 1932 – Juva, 10 gennaio 2005) è stato un fondista finlandese.

## Biografia
Guardia forestale, in carriera ha partecipato a tre edizioni dei Giochi olimpici invernali, Cortina d'Ampezzo 1956 (20° nella 30 km), Squaw Valley 1960 (12° nella 30 km, primo nella 50 km) e Innsbruck 1964 (16° nella 50 km), tutte valide anche ai fini iridati, e a due dei Campionati mondiali, vincendo un oro e e due argenti.
Nel 1966 si aggiudicò il Trofeo del Salpausselkä e due anni dopo tentò nuovamente di qualificarsi per i Giochi olimpici, senza però riuscire a entrare nella selezione finlandese.

## Palmarès

### Olimpiadi
- 1 medaglia, valida anche ai fini iridati:
  - 1 oro (50 km a Squaw Valley 1960)

### Mondiali
- 3 medaglie, oltre a quella conquistata in sede olimpica e valida anche ai fini iridati:
  - 1 oro (30 km a Lahti 1958)
  - 2 bronzi (staffetta 4x10 km a Lahti 1958; 50 km a Zakopane 1962)

### Salpausselkä
- 1 vittoria (nel 1966)